# Marco Barbo
Marco Barbo (ur. 1420 w Wenecji – zm. 2 marca 1491 w Rzymie) – włoski kardynał. Krewny papieża Pawła II.

## Życiorys
Biskup Treviso (1455-71) i Vicenzy (1464-71). W 1467 Paweł II mianował go kardynałem prezbiterem, a w 1471 patriarchą Akwilei. Pełnił urząd protektora Anglii. Uczestniczył w konklawe 1471. 1472-1474 służył jako legat Sykstusa IV w Niemczech, Polsce i na Węgrzech w celu promowania idei krucjaty przeciw Imperium Osmańskiemu. Misja ta nie przyniosła żadnych rezultatów. Biskup diecezji suburbikarnej Palestrina od 1478. Na konklawe 1484 był bliski wybrania na papieża. Jego surowy styl życia wyróżniał go spośród większości ówczesnych kardynałów, wielokrotnie dystansował się od przepychu panującego na dworze papieskim. Zmarł w Rzymie w wieku 71 lat. Cały swój majątek zapisał ubogim.